# Vassili Trofimov
Vassili Dmitriévitch Trofimov (en russe : Василий Дмитриевич Трофимов) est un sportif soviétique né le 7 janvier 1919 à Kostino et mort le 22 septembre 1999 à Moscou. Il pratique au cours de sa carrière le bandy, le football et le hockey sur glace, évoluant au niveau international dans ces trois sports avec la sélection soviétique.

## Biographie

### Carrière de joueur
Natif du village de Kostino, Vassili Trofimov commence la pratique du sport au niveau scolaire dans l'école de sport de Bolchevo à partir de 1932. Il rejoint en 1939 le club omnisports du Dinamo Moscou où il évolue dans les sections bandy (en), football et hockey sur glace.
Sous les couleurs de l'équipe de football, Trofimov remporte le championnat soviétique à trois reprises en 1940, 1945 et 1949 et cumule en tout 235 rencontres jouées pour 76 buts marqués entre 1939 et 1953. Ses performances lui valent notamment d'être convoqué par Boris Arkadiev avec la délégation soviétique pour les Jeux olympiques de 1952, durant lequel il dispute trois rencontres contre la Bulgarie et la Yougoslavie pour deux buts marqués tandis que les Soviétiques sont éliminés dès le premier tour. Il est obligé de mettre un terme à sa carrière professionnelle à l'âge de 35 ans en début d'année 1954 en raison d'une blessure.
Avec l'équipe de hockey sur glace, Trofimov remporte le championnat national en 1947 puis la coupe d'Union soviétique en 1953. Au bandy, il remporte deux fois le titre de champion en 1951 et 1952 ainsi que sept coupes nationales entre 1940 et 1954. Il cumule dans ce dernier sport environ 105 matchs joués pour 73 buts inscrits en championnat sous les couleurs du Dinamo. Il dispute également cinq rencontres avec la sélection soviétique (en) entre 1955 et 1956 pour quatre buts marqués.

### Carrière d'entraîneur
Avant même la fin de sa carrière de joueur, Trofimov devient dès 1950 entraîneur de l'équipe de bandy du Dinamo Moscou (en), un poste qu'il occupe jusqu'en 1980 à l'exception d'un passage de deux ans comme adjoint d'Ivan Davydov entre 1952 et 1954. Sous ses ordres, le club remporte le championnat soviétique à quatorze reprises entre 1951 et 1978 ainsi que trois coupes d'Europe en 1975, 1976 et 1978. En parallèle, il entraîne également la sélection soviétique (en) en 1954 puis de 1964 à 1981, amenant l'équipe à huit titres de champion du monde d'affilée entre 1965 et 1979. Il exerce également brièvement un poste d'entraîneur assistant au sein de la sélection soviétique de football entre juillet 1963 et juillet 1964, notamment dans le cadre de l'Euro 1964 dont les Soviétiques atteignent la finale.
Après ses années d'entraîneur, Trofimov prend la direction de l'école de bandy du Dinamo Moscou entre 1983 et 1994. Il meurt quelques années plus tard à l'âge de 80 ans le 22 septembre 1999.

## Statistiques au football
| Saison                | Club                  | Championnat           | Championnat | Championnat | Coupe(s) nationale(s) | Coupe(s) nationale(s) | Total | Total |
| Saison                | Club                  | Division              | M.          | B.          | M.                    | B.                    | M.    | B.    |
| 1939                  | Dinamo Moscou         | D1                    | 17          | 4           | -                     | -                     | 17    | 4     |
| 1940                  | Dinamo Moscou         | D1                    | 4           | 0           | -                     | -                     | 4     | 0     |
| 1941                  | Dinamo Moscou         | D1                    | 8           | 0           | -                     | -                     | 8     | 0     |
| 1944                  | Dinamo Moscou         | -                     | -           | -           | 1                     | 0                     | 1     | 0     |
| 1945                  | Dinamo Moscou         | D1                    | 22          | 9           | 5                     | 1                     | 27    | 10    |
| 1946                  | Dinamo Moscou         | D1                    | 22          | 9           | 2                     | 2                     | 24    | 11    |
| 1947                  | Dinamo Moscou         | D1                    | 24          | 6           | 1                     | 0                     | 25    | 6     |
| 1948                  | Dinamo Moscou         | D1                    | 26          | 9           | 4                     | 2                     | 30    | 11    |
| 1949                  | Dinamo Moscou         | D1                    | 18          | 5           | -                     | -                     | 18    | 5     |
| 1950                  | Dinamo Moscou         | D1                    | 31          | 16          | 4                     | 2                     | 35    | 18    |
| 1951                  | Dinamo Moscou         | D1                    | 27          | 10          | 2                     | 1                     | 29    | 11    |
| 1952                  | Dinamo Moscou         | D1                    | 13          | 0           | -                     | -                     | 13    | 0     |
| 1953                  | Dinamo Moscou         | D1                    | 4           | 0           | -                     | -                     | 4     | 0     |
| Total sur la carrière | Total sur la carrière | Total sur la carrière | 216         | 68          | 19                    | 8                     | 235   | 76    |

## Palmarès

### Palmarès de joueur
| Dinamo Moscou - Championnat d'Union soviétique (3) - Champion : 1940, 1945 et 1949. - Coupe d'Union soviétique - Finaliste : 1945 et 1950. |  | Dinamo Moscou - Championnat d'Union soviétique (1) - Champion : 1947. - Coupe d'Union soviétique (1) - Vainqueur : 1953. |  | Dinamo Moscou (en) - Championnat d'Union soviétique (2) - Champion : 1951 et 1952. - Coupe d'Union soviétique (ru) (7) - Vainqueur : 1940, 1941, 1947, 1950, 1951, 1952 et 1954. |

### Palmarès d'entraîneur au bandy
| Dinamo Moscou (en) - Championnat d'Union soviétique (14) - Champion : 1951, 1952, 1961, 1963, 1964, 1965, 1967, 1969, 1970, 1972, 1973, 1975, 1976 et 1978. - Coupe d'Europe (3) - Vainqueur : 1975, 1976 et 1978. |  | Union soviétique (en) - Championnat du monde (8) - Champion : 1965, 1967, 1969, 1971, 1973, 1975, 1977, 1979. |